# 32 (getal)
32 is het natuurlijke getal volgend op 31 en voorafgaand aan 33.

## In de wiskunde
- 32 is het kleinste getal n met precies 7 oplossingen voor de vergelijking φ(x) = n.
- 32 is de vijfde macht van 2, dus 32 = 25.
- 32 is de wortel uit 1024.
- 32 = 11 + 22 + 33.

## In natuurwetenschap
32 is:
- Het atoomnummer van het scheikundig element germanium (Ge)
- Het vriespunt van water op zeeniveau in graden Fahrenheit

## Overig
Tweeëndertig is ook:
- De ASCII- en Unicodecodering voor een spatie.
- Het landnummer voor internationale telefoongesprekken naar België.
- Het jaar 32 B.C., het jaar A.D. 32, 1932

## In het Nederlands
Tweeëndertig is een hoofdtelwoord.
nul ·
een ·
twee ·
drie ·
vier ·
vijf ·
zes ·
zeven ·
acht ·
negen ·
tien ·
elf ·
twaalf ·
dertien ·
veertien ·
vijftien ·
zestien ·
zeventien ·
achttien ·
negentien ·
twintig